# شیوه تنظیم قرآن
شیوه تنظیم قرآن از دو جهت مورد بررسی قرار می‌گیرد ۱-کلی ۲- جزئی که به شرح زیر است.

## کلقرآن

### از نظر شکلی
1. از سوره‌های بزرگ آغاز و به سوره‌های کوچک پایان می‌یابد.
2. از نظر تاریخی از سوره‌های سوره مدنی آغاز و به سوره‌های سوره مکی ختم می‌شود.
3. سوره‌های با حروف مقطعه در اوائل قرآن و سوره‌های سوگند دار تماماً در پایان قرار دارند.[۱]

### از نظر موضوعی
1. اوائل قرآن عموماً در خصوص احکام است واواسط قرآن دربارهٔ مسائل اخلاقی و سرانجام قسمت‌های پایانی قرآن به مسائل اعتقادی و جهان بینی الهی اختصاص دارد.
2. نظر دیگری دربارهٔ ساختار هندسی قرآن چنین است: قرآن درابتدا برای مردمانی بیسواد و ضعیف‌العقول از آیاتی آغاز شد که ساختار فکری و سپس اخلاقی آنان را شکل دهد و در نهایت در نظام حکومتی اسلام ساختار اجتماعی آنان شکل بگیرد یعنی از پایان قرآن بطرف آغاز. اما پس از شکل‌گیری حکومت اسلامی و در دوره‌های بعدی تاامروز چون ساختار فکری واخلاقی بشر رشد نموده نظام مند شد لذا می‌توانند برای خودسازی کار را از آغاز قرآن شروع کنند و باانجام عبادات واحکام به سازندگی بپردازند بنابراین قرآن ازانتها بیانگر تاریخ دنیای عرب همانندآشنایی کودکان با قرآن است و شروع آن ازابتدا متعلق به دوران عقل گرایی واجتماعی بودن انسان است.[۲]

## جزئی

### نظریات
۱-نظریه «ساختار هندسی سوره‌های قرآن» از مباحثی است که در سال‌های اخیر مورد توجه خاص قرآن پژوهان و علاقه‌مندان به معارف اسلامی قرار گرفته‌است. اما از آنجا که حدود و ثغور آن به درستی تبیین نگشته، مخالفت‌های بسیاری را علیه خود برانگیخته است. از سوی دیگر موافقان و طرفداران ساختار هندسی سوره‌ها نیز هریک یکی از ابعاد تئوری را در نظر گرفته و به نفی و اثبات جوانب مختلف آن پرداخته‌اند؛ بنابراین تبیین معنای دقیق ساختار هندسی سوره‌ها به عنوان یکی از مقدمات تصوری علم باید مورد توجه و عنایت خاص قرار گیرد.
۲-قرآن پژوهان و مفسران متأخر به این نکته پی برده‌اند که هر سوره دارای یک جامعیت واحد است که در انسجام و به هم پیوستگی آیات نقش دارد. برخی از آنان از این حد جامع به عنوان «جان و روح سوره» یاد کرده‌اند و معتقدند هر سوره‌ای در قرآن کریم دارای جان و روحی است که در کالبد آیات آن سوره جریان دارد و این روح بر مبانی، احکام، توجیهات و اسلوب آن سوره سلطه و اشراف دارد
۳-دریک سوره مخصوصاً سوره‌های بزرگ با اینکه موضوعات مختلفی مطرح شده‌است اما میان آن موضوعات یک هماهنگی و وحدتی وجود دارد که حاکم بر نظم کلی سوره می‌باشد و
۴-از متأخرین نیز  علامه طباطبایی بر این نکته اصرار دارد که هر سوره صرفاً مجموعه‌ای از آیات پراکنده و بدون جامعیت واحدی نیست بلکه یک وحدت فراگیر بر هر سوره حاکم است که پیوستگی آیات را می‌رساند.

### اقسام
سوره‌های قرآن از نظر کمی به چهار دسته تقسیم می‌شوند .
۱ - السبع الطول: عبارت از هفت سوره بزرگ قرآن یعنی:
بقره – آل عمران – نساء – مائده – انعام – اعراف – انفال و توبه
که تمامی آن‌ها مدنی و پس از سوره حمد به ترتیب در اول قرآن آمده‌است.
۲- مئین: سوره‌هایی که از یکصد آیه تشکیل شده‌است و ۱۴ سوره اند
از سوره یونس تا مؤمنون ( از سوره ۱۰ تا ۲۳ قرآن )
۳ – مثانی: سوره‌هایی که میان اعراب متداول بوده و در نمازها قرائت می‌شوند
تعداد آن‌ها ۲۶ سوره‌اند از نور تا حجرات ( از ۲۴ تا ۴۹ )
۴– مفصلات: سایر سوره‌های قرآن از ق تا ناس جمعاً ۶۵ سوره ( سری ۵۰ تا ۱۱۴ )
این دسته از سوره‌ها نیز خود بر سه گونه‌اند .
طوال: از ق تا بروج ۳۶سوره
اوساط: متوسط از طارق تا بینه۱۳ سوره
قصار: از زلزله تا ناس۱۶ سوره (اریاض ) و و

### نظریات
الف-نظر مولف کتاب قرآن کامپیوتری
1. از مجموع حروف الفبا تنها سه حرف خ٫ غ٫ و در پایان آیات قرار نگرفته‌اند
2. دو حرف ض وح تنها یکبار در انتهای آیات آمده‌است.اذا جاء نصرالله والفتح (آیه ۱ نصر)واذامسه الشر خذوا دعاء عریض (۵۱ فصلت)
3. بیشترین حروف در پایان آیات ن ٫م والف می‌باشد.
4. مشترکات حداکثر پایان آیات ۷۲ حرف می‌باشد (هود ۱۱۰ و فصلت ۴۵)[۹]

ب-به عقیده بهاءالدین خرمشاهی، ترتیب و توالی آیه‌ها، اعم از اینکه طی یک فقره وحی یا طی یک سلسله وحی متوالی نازل شده باشد، توقیفی است. یعنی خود این امر نیز جزو وحی است و به امر الله و رهنمایی جبرئیل انجام گرفته‌است. در مواردی هم که پیامبر آیه یا آیاتی را جابجا می‌کرد و می‌گفت این آیه یا آیات را در فلان سوره بین کدام آیات قرار دهید نیز به رهنمود وحی بوده‌است.

### اقسام
قرآن کریم مشتمل بر ۶۲۳۶ آیه است آیات قرآن دارای تقسیمات زیر است:
الف: کمیت:بلندترین آیه قرآن آیه ۲۸۲ بقره که شامل بیست حکم است و کوتاهترین آیه، آیه ۶۴ سوره الرحمن یعنی مدهامتان می‌باشد و به قولی طه یا الرحمن
ب: از نظر تاریخی: اولین آیاتی که بر رسول اکرم  نازل شد آیات ۱ تا ۵ سوره علق و آخرین آیات نازله آیه ۲۸۱ سوره بقره یا سوره نصر یا آیه سوم سوره مائده می‌باشد .
۱-واتقوا یوما ترجعون فیه الی الله ثم توفی کل نفس ما کسبت و هم لایظلمون   ۲۸۱ بقره
۲-الیوم اکملت لکم دینکم و اتممت علیکم نعمتی و رضیت لکم الاسلام دینا  ۳ مائده
۳- سوره نصر اذا جاء نصرالله والفتح
ج:آیات قرآن از نظر موضوعی و محتوی دارای تقسیمات زیر است:
۱ - محکمات و متشابهات  ۲ - خاص و عام ۳ - مطلق و مقید  ۴ - ظاهر و باطن۵  - صریح و مجمل  ۶ - ناسخ و منسوخ  و و و